# Kramer contro Kramer
Kramer contro Kramer (Kramer vs. Kramer) è un film del 1979 diretto da Robert Benton e interpretato da Dustin Hoffman, Meryl Streep e Justin Henry, adattamento dell'omonimo racconto scritto da Avery Corman nel 1971.
Oltre a risultare il maggior successo dell'anno al box office, il film ricevette il plauso della critica e ottenne 9 candidature ai Premi Oscar aggiudicandosene 5, inclusi quelli per il miglior film, il miglior attore protagonista e la miglior attrice non protagonista. Tra i numerosi riconoscimenti ottenuti anche 4 Golden Globe, 3 National Society of Film Critics Awards, 3 David di Donatello e 2 premi del National Board of Review.
Nel 2008 è risultato 3º tra i migliori drammi giudiziari nella AFI's 10 Top 10, lista dell'American Film Institute che include i dieci migliori film statunitensi di sempre all'interno di dieci generi, e nel 2020 è entrato nella Film Hall of Fame della Online Film & Television Association.

## Trama
Ted Kramer è un ambizioso e capace dirigente pubblicitario newyorkese, al quale finalmente viene assegnato un importante incarico di lavoro. Quella sera rincasa entusiasta, ma trova la moglie Joanna in procinto di lasciarlo. La donna afferma di avere bisogno di tempo per riflettere sulla sua vita e abbandona Ted, lasciando con lui il figlio Billy di sette anni. A causa del suo lavoro e dell’inesperienza, Ted fatica molto a dedicarsi al figlio, che sente molto la mancanza della madre, ma col passare del tempo nasce tra loro una forte intesa.
Billy assorbe inevitabilmente buona parte della sua concentrazione, portandolo a commettere alcuni grossolani errori sul lavoro. In seguito, Ted stringe amicizia con la vicina Margaret, amica di Joanna separata dal marito Charlie. Un giorno, mentre osservano i rispettivi figli al parco giochi e lei gli racconta divertita di essere uscita con il suo professore di francese, Billy cade da una struttura d'acciaio e si ferisce al viso. Ted lo porta di corsa in ospedale dove gli vengono applicati dieci punti di sutura vicino all'occhio sinistro.
Quindici mesi dopo Joanna torna definitivamente a New York e chiede a Ted di incontrarla. I due sembrano riconciliarsi, tanto che Ted le racconta alcuni avvenimenti, incluso l'incidente al parco giochi, ma la donna gli comunica la sua intenzione di riavere il figlio. Ted non è intenzionato a separarsi dal bambino, ma poco dopo viene licenziato dal lavoro, a seguito dell’ennesima negligenza. È quindi costretto a cercare affannosamente e accettare un nuovo lavoro a uno stipendio più basso, per evitare che la mancanza di un'occupazione possa giocare fortemente a suo sfavore in tribunale.
Inizia quindi una battaglia senza esclusione di colpi da parte dei rispettivi legali durante la quale emergono le mancanze di entrambi: Ted viene accusato di non essere stato un buon marito, mentre a Joanna viene contestato il fatto di non essere stata presente per aiutare Ted in caso di bisogno. Joanna vince la causa per via dell'incidente capitato al figlio mentre era col padre, aggiudicandosi la custodia di Billy. Ted vorrebbe ricorrere in appello, ma decide di rinunciare quando l'avvocato gli confida che in tal caso anche il figlio dovrebbe comparire in tribunale. Poco dopo, mentre Ted e Billy stanno preparando la loro ultima colazione insieme, suona il citofono: è Joanna, che comunica a Ted che, pur amando profondamente Billy e volendolo con sé, si è resa conto che il loro figlio vive già in quella che è la sua vera casa ed è giusto che resti con il padre.

## Produzione
Nella primavera del 1977 il dirigente cinematografico Stanley R. Jaffe ricevette il romanzo di Avery Corman ancora in forma di manoscritto dal produttore Richard C. Fischoff, con il quale aveva appena iniziato a lavorare. Jaffe ne acquistò i diritti per 25.000 dollari il 5 maggio, quattro mesi prima della sua pubblicazione, pensando ai protagonisti Ted e Joanna Kramer come a Benjamin ed Elaine de Il laureato 10 anni dopo e al film come al "collasso" del loro rapporto matrimoniale. La Columbia Pictures assunse Néstor Almendros come direttore della fotografia e offrì la regia a François Truffaut, con cui quest'ultimo aveva lavorato spesso dal 1970.

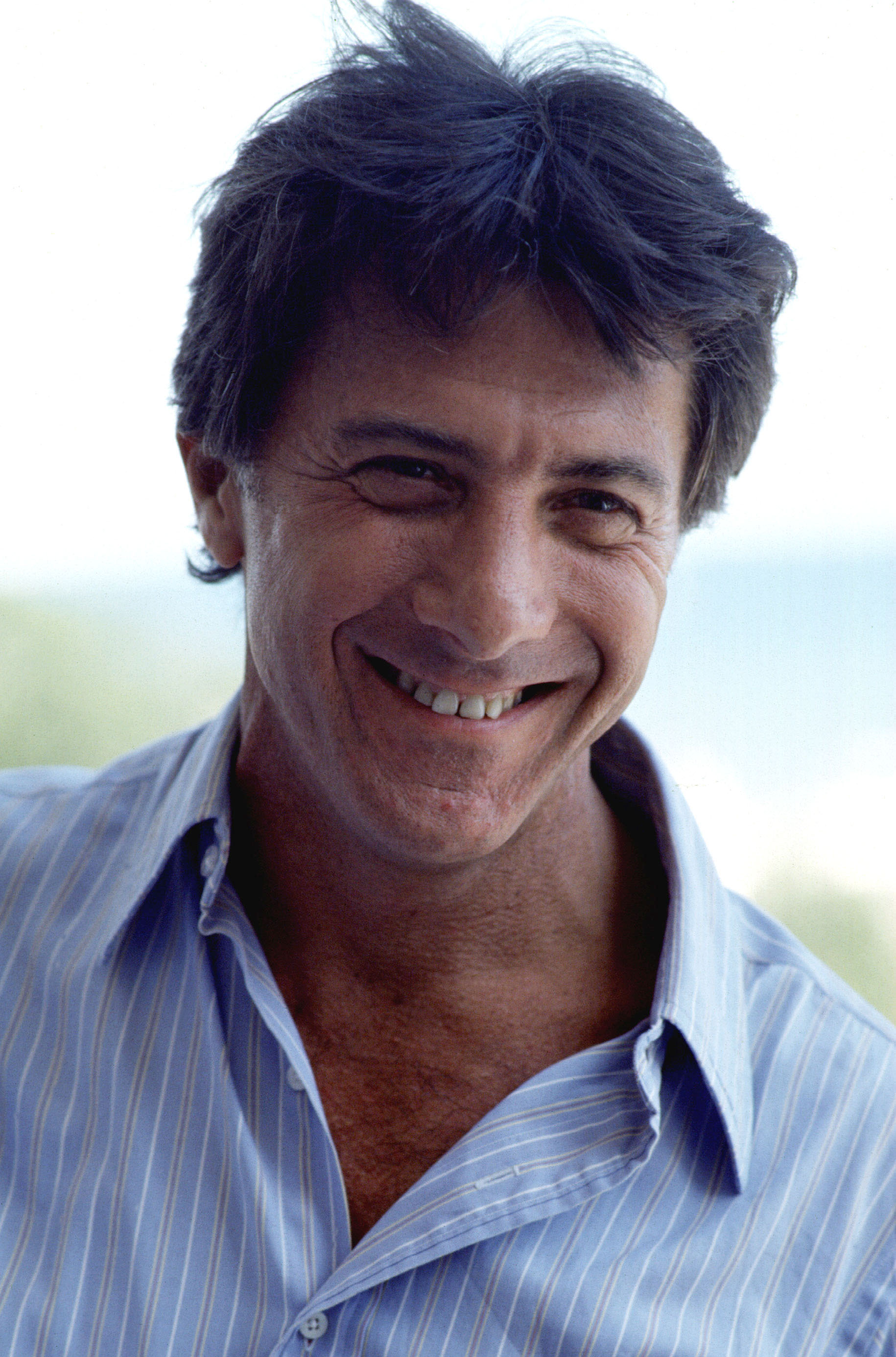
Dustin Hoffman

Dopo il rifiuto del regista francese, Jaffe consegnò il romanzo a Robert Benton al quale piacque l'idea di realizzare una sorta di sequel e di coinvolgere Dustin Hoffman. La prima stesura della sceneggiatura non convinse però l'attore, che oltretutto si trovava in uno dei periodi più difficili della sua vita, tra la controversa esperienza delle riprese di Vigilato speciale, Il segreto di Agatha Christie impantanato in cause legali e denunce e l'imminente separazione dalla moglie Anne Byrne. La produzione non si dette per vinta e Hoffman finì per accettare in cambio del diritto a collaborare attivamente alla sceneggiatura, chiedere la ripetizione di un ciak se non fosse stato soddisfatto di una scena e supervisionare il montaggio. «Non avevo mai lasciato che un attore intervenisse nelle fasi di sceneggiatura e montaggio prima di Kramer contro Kramer», affermò in seguito Benton, «devo però ammettere che in questo film tutto è andato benissimo e l'apporto di Hoffman è stato decisivo».

### Sceneggiatura
Per otto mesi Benton, Hoffman e Jaffe si incontrarono quotidianamente e operarono continue modifiche alla sceneggiatura. Il 23 gennaio 1980 il regista spiegò sul New York Times che la scelta di iniziare il film con la partenza di Joanna, in contrasto con il romanzo che si apriva con i primi anni del matrimonio dei Kramer e la sua graduale rottura, era dovuta al fatto che aveva voluto evitare che il personaggio fosse visto come il cattivo per aver rinunciato a suo figlio e per incorporare il punto di vista di Joanna e il suo bisogno di indipendenza, una posizione che mancava nel libro. Tuttavia, piuttosto che permetterle immediatamente di giustificare le sue ragioni, Benton aveva mirato a presentare il personaggio come un po' "misterioso".
Durante la scrittura, il regista cancellò il personaggio di Charlie Phelps, l'ex marito di Margaret con cui Ted si confidava prima della separazione. Quando si rese conto che la figura di Jim O'Connor (il capo di Ted) poteva servire a quello scopo scartò le scene di Charlie, oltre a quelle che coinvolgevano una governante che nel libro si prendeva cura di Billy mentre il padre era impegnato.

### Cast

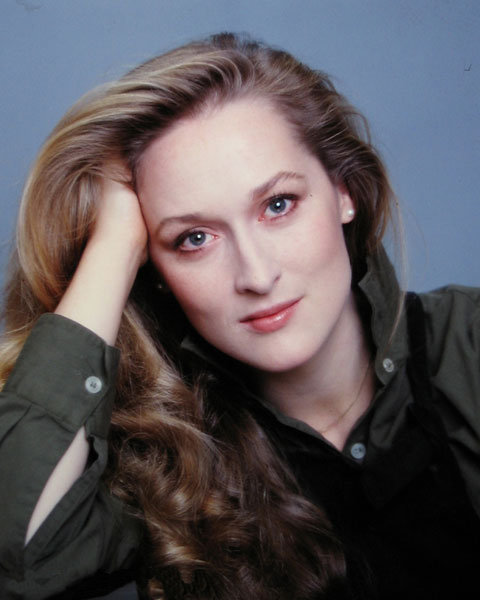
Meryl Streep

Il ruolo di Joanna venne inizialmente offerto all'attrice Kate Jackson, che dovette suo malgrado rinunciare a causa degli impegni con la serie televisiva Charlie's Angels. La parte venne successivamente rifiutata da Ali MacGraw, Faye Dunaway, Jane Fonda e Katharine Ross, finché la quasi trentenne Meryl Streep, attiva sino ad allora soprattutto a Broadway, fu informata della possibilità di partecipare al film dal suo agente Sam Cohn che riuscì a combinarle un incontro con Hoffman, Benton e Jaffe. Secondo quanto affermato dall'attrice, durante l'incontro disse senza mezzi termini che il personaggio di Joanna era completamente sbagliato. Le ragioni che l'avevano portata a lasciare Ted erano troppo vaghe, non si capiva perché poi tornasse per ottenere la custodia di Billy e la sua scelta finale non sembrava essere per il bene del bambino ma per il suo. La Streep vedeva Joanna come il riflesso della lotta che le donne stavano portando avanti in tutto il Paese e il pubblico avrebbe dovuto provare una certa simpatia per lei.
I tre presenti furono colti di sorpresa, soprattutto perché l'attrice non era stata convocata per il ruolo di Joanna ma per quello di Phyllis. In realtà Robert Benton ha affermato in seguito che le cose andarono in modo diverso: «È stato a tutti gli effetti il peggior incontro che qualcuno abbia mai avuto con qualcun altro, non ha parlato molto, ha quasi solo ascoltato. Era gentile e simpatica, ma era lì a malapena». Fu Dustin Hoffman a convincerlo che era la scelta giusta per interpretare Joanna. Hoffman sapeva che l'attore John Cazale, fidanzato della Streep dal 1976, era morto per un cancro ai polmoni pochi mesi prima e che lei era ancora nel mezzo di un tumulto emotivo, per questo avrebbe potuto attingere ad un dolore ancora fresco per rendere più credibile il suo personaggio. Benton acconsentì e in seguito ha dichiarato che Meryl Streep non era mai stata presa in considerazione per il ruolo di Phyllis ma per quello principale: «Aveva una fragilità che ci ha fatto pensare che questa fosse Joanna, senza renderla nevrotica... La Joanna di Meryl non era nevrotica, ma era vulnerabile».
Il casting per il personaggio di Billy iniziò con uno scouting di oltre 700 bambini all'interno di ventisei scuole elementari dell'area di New York. La direttrice del casting Shirley Rich ne selezionò circa 300 e tra questi ne vennero scelti alcuni per un test con Dustin Hoffman. Temendo che il legame tra un bambino e un genitore sarebbe stato troppo difficile da replicare sullo schermo, l'attore propose di cambiare il sesso del bambino e utilizzare una delle sue figlie. Queste preoccupazioni svanirono durante le audizioni, quando riuscì a stabilire un legame familiare con l'allievo di prima elementare Justin Henry. Durante le riprese Justin ricevette le istruzioni direttamente da Hoffman che gli spiegò ciò che sarebbe successo giorno per giorno senza battute da memorizzare, quindi molte scene tra i due vennero improvvisate (come quella del gelato).
L'attrice Gail Strickland, che inizialmente era stata scelta per interpretare Margaret, fu sostituita durante le prime fasi di lavorazione da Jane Alexander, che in quel periodo era protagonista della commedia First Monday in October a Broadway. Il film segnò anche il debutto cinematografico di JoBeth Williams nel ruolo di Phyllis.
La donna che Ted bacia improvvisamente alla festa di Natale dopo aver ottenuto il nuovo lavoro è la modella Ingeborg Sørensen, ex Miss Norvegia e playmate di Playboy.

### Riprese
Le riprese iniziarono il 6 settembre 1978 e furono completate a metà del mese di dicembre con un budget di poco inferiore agli 8 milioni di dollari, ai quali si aggiunsero altri 8 milioni per la promozione. Robert Benton decise di girare il film secondo l'ordine delle scene del copione, in modo da consentire ai protagonisti di penetrare progressivamente nei loro personaggi ed evidenziare i loro cambiamenti nel comportamento. Il film fu girato a Manhattan in diverse location tra cui Central Park, il Financial District, le agenzie pubblicitarie Della Femina Travisano & Partners (l'agenzia di Ted all'inizio del film), e Norman, Craig & Kummel (quella in cui trova un nuovo lavoro), il Lenox Hill Hospital, la Lillie Devereaux Blake School (la scuola di Billy) e il ristorante J.G. Melon (dove Ted e Joanna s'incontrano per la prima volta dopo la separazione). L'appartamento dei Kramer venne invece riprodotto in studio, dove lo scenografo Paul Sylbert costruì il set in base alle dimensioni effettive di un appartamento sulla East 77th Street per ottenere un interno più realistico.

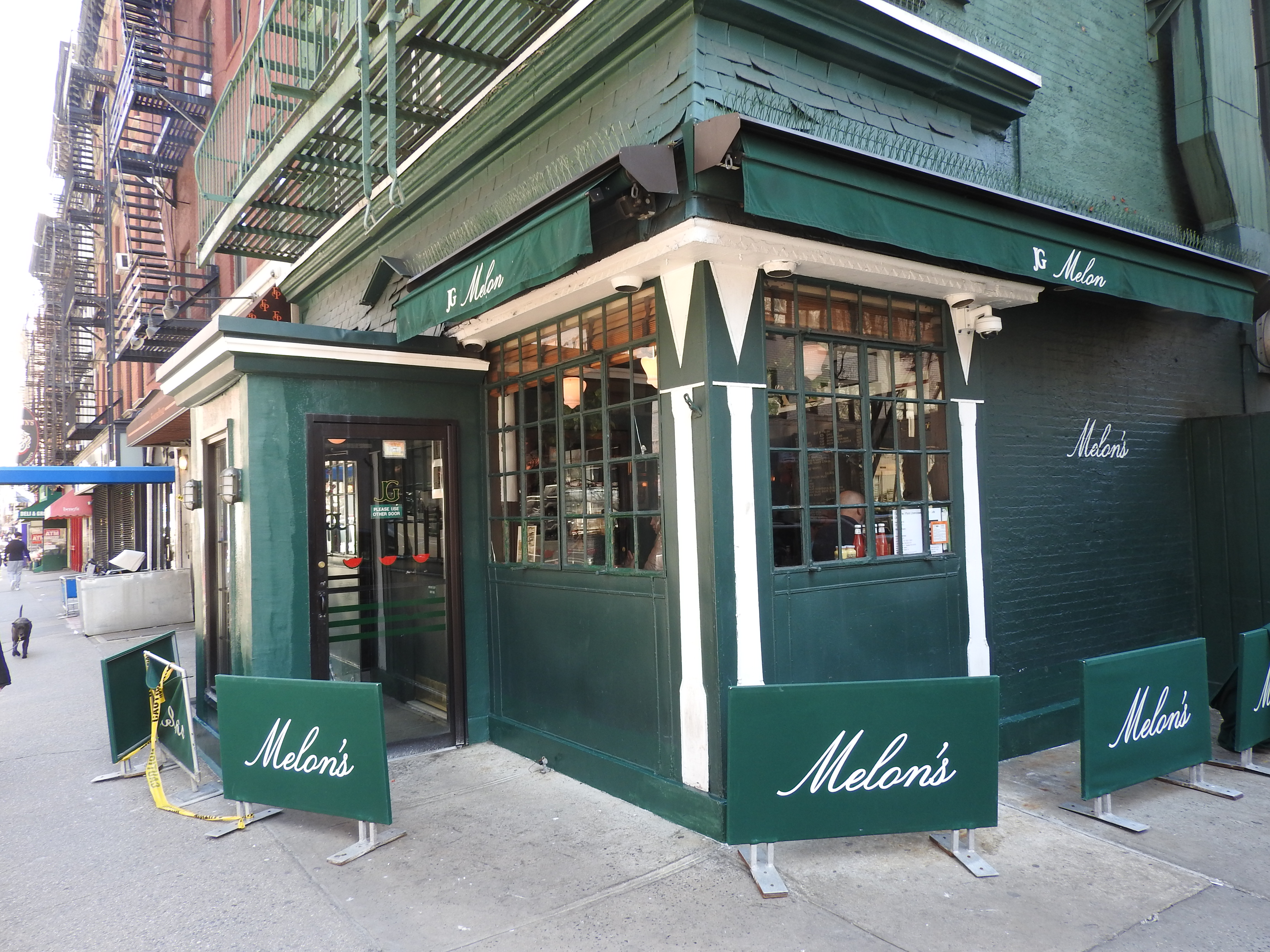
Il ristorante J.G. Melon, una delle location del film

La lavorazione fu caratterizzata da una continua tensione tra Dustin Hoffman e Meryl Streep sul set. In un'intervista rilasciata al Time nel 1979 l'attrice raccontò che Hoffman le afferrò il seno al loro primo incontro. Hoffman applicò inoltre un aggressivo method acting infierendo più volte contro la propria partner in modo da aumentare la tensione emotiva della loro relazione sullo schermo. Durante la sequenza di apertura l'attore le diede uno schiaffo lasciandole un segno sulla guancia e lo stesso giorno arrivò ad ironizzare su John Cazale. «La stava pungolando e provocando», ha ricordato il produttore associato Richard C. Fischoff, «usando cose che sapeva sulla sua vita personale e su John per ottenere la risposta che pensava avrebbe dovuto dare durante la performance».
Durante la scena al J.G. Melon in cui Joanna comunica a Ted di volere la custodia di Billy, spiegando poi le motivazioni della sua scelta, la Streep propose di fare prima il suo discorso e rivelare poi l'intenzione di chiedere la custodia, in modo da rivelare la sua legittima ricerca dell'individualità per come la vedeva il personaggio. Benton convenne che il cambiamento avrebbe conferito un aspetto più drammatico ma Dustin gridò: «Meryl, perché non la smetti di portare la bandiera del femminismo e reciti semplicemente la scena!» Nella stessa occasione fu lo stesso Hoffman a improvvisare lanciando un bicchiere di vino contro il muro del ristorante, un gesto che sorprese la Streep che si ritrovò i capelli pieni di schegge di vetro. Nella scena della testimonianza di Joanna in tribunale, che Benton vedeva come assolutamente cruciale in quanto era l'unica possibilità che aveva per la custodia di Billy e per difendere la sua dignità, il regista non fu soddisfatto del discorso che aveva scritto per Meryl Streep e propose a lei stessa di riscriverlo. «C'è un discorso che fai in aula», le disse, «ma non credo sia un discorso di una donna. Penso che sia un uomo che cerca di scrivere il discorso di una donna». Il giorno della scena i due cancellarono velocemente alcune righe ridondanti e l'attrice pronunciò le parole che aveva scritto lei stessa.
Nel tentativo di riempire di tensione ogni momento sullo schermo, Dustin Hoffman cercò di sfruttare anche le vulnerabilità di altri attori. Per la sequenza in cui Billy avrebbe dovuto piangere dopo essere caduto al parco giochi, spiegò a Justin Henry che presto non avrebbe più visto le persone della troupe con cui aveva stretto amicizia, ottenendo l'effetto sperato. Gail Strickland rimase così scossa dall'intensità delle loro scene che nei primi giorni sviluppò una balbuzie nervosa che rese la maggior parte dei suoi dialoghi inutilizzabili. Secondo quanto affermato dall'attrice, il momento culminante fu quando Hoffman le chiese di memorizzare una nuova serie di battute improvvisate. Non riuscendo a farlo abbastanza velocemente venne licenziata e sostituita da Jane Alexander. Quest'ultima aveva già recitato con Hoffman in Tutti gli uomini del presidente e apprezzava il suo modo di lavorare, tuttavia fu colta alla sprovvista quando gli disse che non le importava di guardare i giornalieri e lui rispose: «Sei una fottuta stupida se non lo fai».
L'idea iniziale di Benton sarebbe stata quella di chiudere il film con Ted e Billy riuniti che camminano per Central Park, ma si rese conto che a quel punto il conflitto da risolvere era quello tra Ted e Joanna. Per questo decise di terminare con la scena in cui Joanna comunicava a Ted che dopotutto poteva tenere Billy. Entrambi entravano in ascensore e le porte si chiudevano, ma il regista sentì che il finale non andava bene. Sembrava che Ted e Joanna stessero tornando insieme, un finale troppo "hollywoodiano" che avrebbe indotto il pubblico a immaginare il bacio finale. Benton non volle lasciare dubbi sul fatto che il matrimonio dei Kramer era definitivamente finito e all'inizio del 1979 richiamò i due attori per la nuova ripresa, in cui Joanna sale nell'ascensore da sola.

## Colonna sonora
Nel film sono presenti musiche composte da Antonio Vivaldi e Henry Purcell ed eseguite dalla English Chamber Orchestra diretta da Raymond Leppard. Il concerto in Do maggiore per due mandolini, archi e organo di Vivaldi era già stato utilizzato nei film La sposa in nero (1968) e Il ragazzo selvaggio (1970), entrambi diretti da François Truffaut.

### Album
La colonna sonora è stata pubblicata nel 1980 dalla CBS Masterworks. Oltre alle suite presenti nel film, sono incluse le opere complete da cui sono estratte e il concerto in do maggiore per due mandolini, archi e organo di Vivaldi come traccia bonus.

#### Tracce
Baroque Suite From "Kramer Vs. Kramer"
1. Herbert Harris, Scott Kuney, Frederic Hand – Concerto in C Major for Mandolin, Strings and Harpsichord (Antonio Vivaldi) – 1:20
  - First Movement: Allegro (Abridged)
2. Raymond Leppard – Sonata in D Major for Trumpet, Strings and Continuo (Henry Purcell) – 4:19
  - II. Adagio
  - III. Allegro
3. Raymond Leppard – The Gordian Knot Untied, Z. 597 (Henry Purcell) – 1:46
  - Rondeau Minuet

The Complete Works
1. Sol Goichberg, Max Goberman – Concerto in C Major for Mandolin, Strings and Harpsichord, P. 134 (Antonio Vivaldi) – 7:13
2. Raymond Leppard – Sonata in D Major for Trumpet, Strings and Continuo (Henry Purcell) – 5:46
3. Raymond Leppard – The Gordian Knot Untied (Henry Purcell) – 9:58

Baroque Bonus
1. Max Goberman, Sol Goichberg, Mary Zelnicki – Concerto in G Major for Two Mandolins, Strings and Organ (Antonio Vivaldi) – 9:54
  - I. Allegro
  - II. Andante
  - III. Allegro

## Distribuzione
Il film fu proiettato in anteprima il 5 dicembre 1979 al Westwood Avco Cinema Center di Los Angeles e il 17 dicembre al Loew's Astor Plaza Theatre di New York e distribuito nelle sale a partire dal 19 dicembre.

### Data di uscita
- 19 dicembre 1979 negli Stati Uniti (Kramer vs. Kramer)
- 27 febbraio 1980 in Francia (Kramer contre Kramer)
- 28 febbraio in Germania Ovest (Kramer gegen Kramer)
- 29 febbraio in Finlandia (Kramer vastaan Kramer)
- 1º marzo in Spagna (Kramer contra Kramer), Grecia (Kramer enantion Kramer) e Svezia (Kramer mot Kramer)
- 6 marzo in Belgio (Kramer tegen Kramer) e Paesi Bassi (Kramer vs. Krame)
- 7 marzo in Italia (Kramer contro Kramer) e Danimarca (Kramer mod Kramer)
- 13 marzo in Argentina (Kramer vs. Kramer) e Australia (Kramer vs. Krame)
- 14 marzo in Norvegia (Kramer mot Kramer)
- 17 marzo nel Regno Unito (Kramer vs. Kramer)

- 21 marzo in Irlanda (Kramer vs. Kramer), Messico (Kramer vs. Kramer) e Portogallo (Kramer Contra Kramer)
- 27 marzo in Uruguay (Kramer vs. Kramer)
- 31 marzo in Brasile (Kramer vs. Kramer)
- 5 aprile in Giappone (Kramer, Kramer) e Colombia
- 2 maggio a Hong Kong
- 12 settembre in Corea del Sud
- 5 dicembre in Germania Est (Kramer gegen Kramer)
- 12 marzo 1981 in Ungheria (Kramer kontra Kramer)
- 15 aprile in Islanda
- 1º agosto 1982 in Polonia (Sprawa Kramerów)

### Edizioni home video
La prima edizione in DVD è stata distribuita nell'agosto 2001 dalla Columbia TriStar e nel febbraio 2009 è uscita la versione in Blu-ray della Sony Pictures, in entrambi i casi con il documentario Finding the Truth: The Making of Kramer vs. Kramer come extra.

## Accoglienza

### Incassi
Durante la prima settimana il film fu proiettato in 535 sale cinematografiche negli Stati Uniti dove incassò oltre 5,5 milioni di dollari. Il successo proseguì nel 1980 grazie ad un intenso passaparola, agli elogi della critica e ai numerosi riconoscimenti ottenuti. Dopo 23 settimane la distribuzione fu ampliata a quasi 1.000 sale e Kramer contro Kramer superò i 106 milioni di dollari al box office nazionale, ai quali si aggiunsero circa 57 milioni di incassi all'estero, risultando il maggior successo del 1979 e il secondo maggior incasso per la Columbia Pictures fino a quel momento dopo Incontri ravvicinati del terzo tipo del 1977.
Anche in Italia il film ebbe molto successo, risultando il maggiore incasso della stagione cinematografica 1979-80.

### Critica
Il sito Rotten Tomatoes riporta l'88% di recensioni professionali con giudizio positivo e il seguente consenso critico: «Il tema del divorzio non è così scioccante, ma il film è comunque un dramma profondo e ben recitato che resiste all'impulso di prendere posizione o di fornire facili risposte». Il sito Metacritic assegna al film un punteggio di 77 su 100 basato su 9 recensioni, indicando un "consenso generalmente favorevole".
Kramer contro Kramer fu una delle produzioni più acclamate dalla critica del 1979. Vincent Canby scrisse sul New York Times che il film «sembra parlare a nome di un'intera generazione di americani della classe media giunta alla maturità tra la fine degli anni sessanta e l'inizio dei settanta, sofisticata in superficie ma ancora in attesa del rispetto delle promesse fatte nell'era più speranzosa di Eisenhower». Sulla rivista Variety il critico e produttore Dale Pollock lo giudicò «un film acuto, commovente e intelligente». Oltre alla regia di Robert Benton, in grado di intrecciare la storia «così abilmente che il crescente impatto emotivo della relazione tra Hoffman e Henry non diventa mai sentimentale», Pollock apprezzò la fotografia di Néstor Almendros, il montaggio di Jerry Greenberg, la scelta delle musiche e soprattutto le prove di Dustin Hoffman («la sua migliore da anni»), di Meryl Streep («brilla in un ruolo "minore" che riesce a rendere "maggiore"») e del resto del cast, specialmente Jane Alexander, Howard Duff e Jobeth Williams.
Anche Stanley Kauffmann di The New Republic, David Damby del settimanale New York e il critico Roger Ebert giudicarono la prova di Dustin Hoffman la migliore della sua carriera, prevedendo la vittoria dell'Oscar. «La sua interpretazione di "Sozzo" in Un uomo da marciapiede», scrisse Ebert nella sua recensione, «potrebbe impressionare alcune persone come migliore di questa, ma aveva avuto il vantaggio di interpretare un personaggio pittoresco ed eccentrico. Questa volta è solo un ragazzo con un completo in tre pezzi che cerca di immaginare le sue prossime 24 ore». A proposito del regista scrisse che Robert Benton «dedica molta attenzione alle sfumature dei dialoghi. I suoi personaggi non si limitano a parlare tra loro, rivelano cose su sé stessi e talvolta possono essere visti nell'atto di apprendere le proprie motivazioni. Questo è ciò che rende Kramer contro Kramer un film così toccante: a volte abbiamo la sensazione che le personalità stiano cambiando e che le decisioni vengano prese anche mentre le guardiamo».

## Riconoscimenti
- 1980 – Premio Oscar
  - Miglior film a Stanley R. Jaffe
  - Miglior regista a Robert Benton
  - Miglior attore protagonista a Dustin Hoffman
  - Miglior attrice non protagonista a Meryl Streep
  - Migliore sceneggiatura non originale a Robert Benton
  - Candidatura per il miglior attore non protagonista a Justin Henry
  - Candidatura per la miglior attrice non protagonista a Jane Alexander
  - Candidatura per la migliore fotografia a Néstor Almendros
  - Candidatura per il miglior montaggio a Jerry Greenberg
- 1980 – Golden Globe
  - Miglior film drammatico
  - Miglior attore in un film drammatico a Dustin Hoffman
  - Migliore attrice non protagonista a Meryl Streep
  - Migliore sceneggiatura a Robert Benton
  - Candidatura per il miglior regista a Robert Benton
  - Candidatura per la migliore attrice non protagonista a Jane Alexander
  - Candidatura per il miglior attore non protagonista a Justin Henry
  - Candidatura per il miglior attore debuttante a Justin Henry
- 1981 – Premio BAFTA
  - Candidatura per il miglior film a Stanley R. Jaffe
  - Candidatura per il miglior regista a Robert Benton
  - Candidatura per il miglior attore protagonista a Dustin Hoffman
  - Candidatura per la miglior attrice protagonista a Meryl Streep
  - Candidatura per la migliore sceneggiatura a Robert Benton
  - Candidatura per il miglior montaggio a Jerry Greenberg
- 1979 – National Board of Review Awards
  - Top Ten Films
  - Miglior attrice non protagonista a Meryl Streep
- 1981 – Premio César
  - Candidatura per il miglior film straniero a Robert Benton
- 1980 – David di Donatello
  - Miglior film straniero a Stanley R. Jaffe
  - Miglior attore straniero a Dustin Hoffman (ex aequo con Jack Lemmon per Sindrome cinese)
  - David speciale a Justin Henry per la sua interpretazione
- 1980 – Directors Guild of America Award
  - Miglior regista cinematografico a Robert Benton
- 1980 – Writers Guild of America Award
  - Miglior sceneggiatura adattata a Robert Benton
- 1981 – Young Artist Award
  - Miglior giovane attore cinematografico a Justin Henry

- 1980 – National Society of Film Critics Awards
  - Miglior regista a Robert Benton (ex aequo con Woody Allen per Manhattan)
  - Miglior attore a Dustin Hoffman
  - Miglior attrice a Meryl Streep
  - Candidatura per il miglior film
  - Candidatura per la miglior attrice non protagonista a Jane Alexander
  - Candidatura per la miglior sceneggiatura a Robert Benton
  - Candidatura per la miglior fotografia a Néstor Almendros
- 1979 – New York Film Critics Circle Awards
  - Miglior film
  - Miglior attore protagonista a Dustin Hoffman
  - Miglior attrice non protagonista a Meryl Streep
  - Candidatura per il miglior regista a Robert Benton
  - Candidatura per la miglior attrice non protagonista a Jane Alexander
- 1979 – Los Angeles Film Critics Association Awards
  - Miglior film
  - Miglior regista a Robert Benton
  - Miglior attore a Dustin Hoffman
  - Miglior attrice non protagonista a Meryl Streep
  - Miglior sceneggiatura a Robert Benton
- 1980 – Kansas City Film Critics Circle Awards
  - Miglior film
  - Miglior regista a Robert Benton
  - Miglior attore a Dustin Hoffman
  - Miglior attrice non protagonista a Meryl Streep
- 1980 – Hochi Film Awards
  - Miglior film straniero a Robert Benton
- 1980 – Korean Association of Film Critics Awards
  - Miglior film straniero a Robert Benton
- 1981 – Awards of the Japanese Academy
  - Miglior film in lingua straniera
- 1981 – Blue Ribbon Awards
  - Miglior film in lingua straniera a Robert Benton
- 1981 – Kinema Junpo Awards
  - Miglior film in lingua straniera a Robert Benton
  - Readers' Choice Award al miglior film in lingua straniera a Robert Benton
- 1981 – Fotogrammi d'argento
  - Candidatura per il miglior attore straniero a Dustin Hoffman
  - Candidatura per la miglior attrice straniera a Meryl Streep

## Sequel
Subito dopo la sua uscita, la Columbia progettò un sequel interpretato ancora da Dustin Hoffman e Meryl Streep e con Robert Benton come "supervisore" della sceneggiatura. Hoffman espresse il suo parere favorevole, ma rinunciò dopo aver letto la prima bozza e il progetto venne abbandonato.